# Hlavový hlas
Hlavový hlas (anglicky head voice) je termín používaný ve vokální hudbě. Joho používání se v rámci vokální pedagogiky značně liší a mezi profesionály vokální hudby na něj není jednotný názor. Použít se dá ve vztahu k následujícímu:
- Konkrétní část hlasového rozsahu nebo typ hlasového rejstříku
- Oblast vokální rezonance
- Specifické vokální zabarvení[1]

## Historie
Termín sahá přinejmenším tak daleko jako římská tradice výuky rétoriky. Quintilianus (asi 95 n. l.) doporučuje učit studenty ut quotiens exclamandum erit lateris conatus sit ille, non capitis („že když je třeba zvýšit hlas, úsilí vychází z plic a ne z hlavy,“). První v hudebním kontextu zaznamenaná zmínka o tomto termínu se objevila kolem 13. století, když byl spisovately Johannesem de Garlandia a Jeronýmem z Moravy odlišen od hrdelního a hrudního hlasu (pectoris, guttoris, capitis – v této době je hlas hlavy pravděpodobně odkazovaný na falzetový rejstřík). Termín byl později přijat v rámci belcanta a byl identifikován jako nejvyšší ze tří hlasových rejstříků: hrudní hlas, smíšený hlas a hlavový hlas. Tento přístup vyučují někteří vokální pedagogové dodnes.
S tím, jak se však za posledních dvě stě let rozšířily znalosti o fyziologii člověka, rostlo i porozumění fyzikálnímu procesu zpěvu a vokální produkce. V důsledku toho mnoho vokálních pedagogů předefinovalo nebo dokonce opustilo používání termínu hlas hlavy. Zejména použití termínu hlavový rejstřík se také stalo kontroverzním, protože hlasové rejstříky jsou dnes častěji vnímány jako produkt funkce hrtanu. Z tohoto důvodu mnoho vokálních pedagogů tvrdí, že nemá smysl mluvit o rejstřících vytvářených v hlavě. Vibrační vjemy, které jsou pociťovány v hlavě, jsou jevy rezonanční a měly by tedy být popisovány jako termíny související s vokální rezonancí, nikoli s rejstříky. Tito vokální pedagogové dávají přednost termínu „hlavový hlas“ před pojmem „hlavový rejstřík“.Také zastávají názor, že mnoho problémů, které lidé identifikují jako problémy rejstříku, jsou ve skutečnosti problémy přizpůsobení rezonance. To pomáhá vysvětlit spor o tuto terminologii. Termín hlavový rejstřík se nepoužívá ani v logopedii.

## Rozdílné názory na hlavový hlas

### Hlavový hlas a hlasové rejstříky
Převládající praxí ve vokální pedagogice je rozdělení mužských i ženských hlasů do tří rejstříků. Mužské hlasy se dělí na „hrudní rejstřík“, „hlavový rejstřík“ a „falzetový rejstřík“ a ženské hlasy na „hrudní rejstřík“, „střední rejstřík“ a „hlavový rejstřík“. Podle této praxe zpěv v hlavovém rejstříku zpěvákovi připadá, jako by mu tón rezonoval v hlavě (spíše než primárně ve hrudi nebo krku).
Podle knihy z počátku 20. století, kterou napsal David Clippinger, mají všechny hlasy hlavový rejstřík, ať už se jedná o bas nebo o soprán. Clippinger tvrdí, že muži a ženy přepínají rejstříky na stejných absolutních výškách. Také říká, že u asi es1 nebo e1 nad c1 přechází tenor z tónu otevřeného do tónu krytého, což by mohlo být lépe nazýváno od hrudního hlasu ke hlasu hlavovému. Při stejných absolutních výškách přechází také alt nebo soprán z hrudního do středního rejstříku. Podle Clippingera tedy existují všechny důvody domnívat se, že změna mechanismu pro mužské hlasy do hlavového rejstříku je stejná jako ta, ke které dochází u ženského hlasu, když přechází ve stejných výškách do rejstříku středního.
Učitel vokální pedagogiky Bill Martin potvrzuje názor, že ke změně z hrudního hlasu na hlas hlavový dochází kolem e1 u všech hlasů, včetně basů, ale v koloraturním sopránu však spíše u f1. Kniha bývalého učitele na Oberlin College Conservatory of Music a učitele vokální pedagogiky Richarda Millera uvádí, že v „tenore lirico“ (lyrický tenor) je vyšší část pěveckého hlasu nad „secondo passaggio“ na g1, která se rozšiřuje nahoru, označována jako „full voice in head,“ nebo „voce piena in testa“ (plný hlas v hlavě), což ve skutečnosti znamená, že rejstřík hlavy začíná v „tenore lirico“ na g1, nikoli na e1. Podle „Singing For Dummies“ se bas mění z hrudního hlasu na střední kolem a nebo as pod c1 a na hlavový hlas kolem d1 nebo cis1 nad c1. U spodního konce hlavového rejstříku sice hlas slábne, ale podle Martina je to pořád hlas schopný velké síly.
Vysvětlení fyziologických mechanismů za hlavového hlasu se může u jednotlivých hlasových učitelů lišit. Je to proto, že podle Clippingera, „In discussing the head voice it is the purpose to avoid as much as possible the mechanical construction of the instrument“ („při diskuzi o hlasu hlavy je účelem vyhnout se co nejvíce mechanické konstrukci hlasového prostředku“).
Ne všichni učitelé zpěvu však s tímto názorem souhlasí. Podle knihy Thomase Appella z roku 1993 Can You Sing a HIGH C Without Straining?, bylo cílem vyvrátit teorii, že všichni zpěváci přepínají rejstříky ve stejné absolutní výšce. Appell definoval hrudní hlas jako rezonanci pod hlasivkami a hlas hlavy jako rezonanci nad hlasivkami. Ve snaze dokázat, že výška přechodu je funkcí intenzity vokálního tónu a není absolutní, zaznamenával příklady zpěváků a zpěvaček, u kterých se hlas z hrudního na hlavový měnil v různých výškách, Appell tím ukázal, že při vyšším napětí hlasivek (intenzitě zpěvu) je výška, při které zpěvák přechází z hrudního do hlavového hlasu, vyšší a při nižším napětí hlasivek (intenzitě zpěvu), je tato výška nižší.

### Hlavový hlas a vokální rezonance
Jelikož všechny rejstříky mají původ ve funkci hrtanu, nemá smysl hovořit o rejstřících vytvářených v hlavě. Vibrační vjemy, které pociťujeme v hlavě, jsou jevy rezonanční a měly by se popisovat termíny souvisejícími s rezonancí, nikoli s rejstříky. Vokální pedagogové proto preferují termín hlavový hlas před termínem „rejstřík“ a lidský hlas řadí do čtyř rejstříků: pulzní rejstřík, modální rejstřík, falzetový rejstřík a fistulový rejstřík. Tento pohled je více v souladu s moderním chápáním lidské fyziologie a potvrzují jej i stroboskopická videa funkce hrtanu během vokální fonace.
Tarneaud říká: „Během zpěvu vibrace hlasivek způsobí na chrupavkách hrtanu periodické chvění, které se přenáší do kostí hrudníku a do kostních struktur v hlavě. Zpěváci to cítí jako otřesy ve formě vibrací ve hrudníku a v obličeji“. Tyto vnitřní fonační vjemy produkované vibracemi hrtanu nazývají zpěváci a učitelé zpěvu rezonance. Existuje sedm částí lidského těla, které fungují jako rezonátory, a z těchto sedmi jsou tři nejúčinnější, které pomáhají zesilovat a vytvářet nejpříjemnější zvuky, umístěné v hlavě. Jsou to hrtan, ústní dutina a nosní dutina.

### Hlavový hlas a falset
Odhlédneme-li od rezonancí a rejstříků, termín „hlavový hlas“ se běžně používá ve významu „vysoké tóny, které nejsou falzetové nebo napjaté“. Například, když Pavarotti, Stevie Wonder nebo Bill Withers přechází z hrudního hlasu na vysoký tenor C (C5) v plném, vyváženém hlasu, je to označováno jako „hlas hlavy“. Pavarottiho rozsah byl C♯3 až F5, ale od D5 (E♭5 až F5) zpíval silným nebo zesíleným falzetem.)
Začínající zpěváci, kteří mají potíže s ovládáním svého hlasového přerušení, se musí naučit eliminovat nebo ovládat fyziologické stavy spojené s falzetem nebo s napětím v procesu hlavového hlasu.
Silný falzet se také někdy nazývá „reinforced falsetto“ (zasílený falzet) a velmi lehký hlas hlavy se nazývá „voce di testa bianca“ nebo „white head voice.“ (hlas bílé hlavy)
Vysoké tóny, které jsou zpívány s vyváženou fyziologií, mají tendenci mít lepší rezonanci než falzet nebo napjaté tóny, takže tato definice obvykle není v rozporu s ostatními.

### Krytí tónu
Pojem „krytý tón“ pochází z pěveckých technik klasického (operního) zpěvu. V moderním zpěvu (tedy zpěvu používaném v populární hudbě) se tento pojem nepoužívá. U krytého tónu jde o dosahování tmavé barvy hlasu, která je ve vysokých polohách pro operu nezbytná a to zejména v polohách, kde končí hrudní rejstřík a je třeba použít rejstřík smíšený. Z hlediska terminologie jde hlavně o to, aby hlas neskočil do falzetu a aby si zachoval sytou tmavou barvu.